# Amavisd-new
amavisd-new je počítačový program určený k analýze a filtrování elektronické pošty. Je napsaný v jazyce Perl a vydaný pod licencí GNU General Public License 2.0. Tvoří rozhraní mezi MTA a antiviry, příp. SpamAssassinem. Komunikuje s MTA protokolem (E)SMTP, LMTP nebo pomocnými programy. Perfektně spolupracuje s programem Postfix, dobře s konfigurací dual-sendmail a programem Exim v4, pracuje se sendmail/milter nebo s jakýmkoliv MTA jako SMTP relay. Pro integraci s programy Courier a qmail MTA existuje patch.

## Antivirová kontrola
amavisd-new obsahuje přímou podporu pro cca 40 antivirových skenerů, podporu pro další skenery lze dokonfigurovat. Před samotnou antivirovou kontrolou lze dekódovat/rozbalit/dekomprimovat testované soubory, které jsou v následujících formátech: MIME, uuencode, xxencode, BinHex, compress, gzip, bzip, bzip2, zip, 7-Zip, freeze, lzop, tar, cpio, rpm, deb, RAR, arc, arj, zoo, lha (lzh), TNEF, ole, cab.

## Antispam
Umožňuje nastavovat whitelist i blacklist. Dokáže snižovat spam skóre příchozí poště na základě předchozí komunikace s daným odesílatelem. SpamAssassin je volán pro každou zprávu jen jednou, nezávisle na množství příjemců.